# Тортель
Тортель (ісп. Tortel) - селище в Чилі. Адміністративний центр однойменної комуни. Населення - 320 осіб (2002). Селище і комуна входять до складу провінції Капітан-Прат та регіону Айсен.
Територія комуни – 19 710,6 км². Чисельність населення – 564 мешканці (2007). Щільність населення - 0,03 чол./км².

## Розташування
Селище розташоване за 277 км на південний захід від адміністративного центру регіону міста Кояїке та за 99 км на південний захід від адміністративного центру провінції міста Кочране.
Комуна межує:
- на півночі - з комуною Айсен
- на сході - з комунами Кочране, О'Хіггінс
- на півдні - з комуною Наталес

На заході комуни розташований Тихий океан.

## Демографія
Згідно з переписом 2002 року Національного статистичного інституту Чилі, Тортель займає площу 19 930,6 км2 (7 695 квадратних миль) та налічує 507 мешканців (322 чоловіки та 185 жінок), що робить комуну повністю сільською місцевістю. Населення зросло на 13% (59 осіб) між переписами 1992 та 2002 років.
Населення комуни становить 0,56% від загальної чисельності населення регіону Айсен, при цьому 100% відноситься до сільського населення і 0% - міське населення.